# 1933年2月24日日食
1933年2月24日日食是一次日環食，發生於1933年2月24日。新月當天（即朔日），地球上觀測到月球和太阳的角距離極小，此時月球如果恰好在月球交點附近，穿過太阳和地球之間，與地球、太阳接近一直線，則會出現日食。月球穿過太阳和地球之間，但距地球較遠，本影未能接觸地表，而使偽本影覆蓋的區域內看到月球的角直徑小於太陽，就形成日環食，同時在偽本影兩側數千公里的半影範圍內形成日偏食。此次日環食經過了智利、阿根廷、葡屬安哥拉、法屬赤道非洲、比屬剛果、英埃蘇丹、埃塞俄比亚、法屬索馬利蘭、意屬厄立特里亞、葉門穆塔瓦基利亞王國、亞丁保護國、英屬印度亞丁省，日偏食則覆蓋了南美洲中南部、非洲大部及周邊部分地區。

## 日食概況

### 出現區域
太平洋東南部、智利南部海岸以西約460公里的洋面在日出時最先看到日環食，此後月球偽本影向東橫跨南美洲南部，進入南大西洋，逐漸轉向東北，在圣赫勒拿岛東南約650公里的洋面達到最大食分。此後偽本影斜貫非洲中部，跨過曼德海峽，擦過阿拉伯半岛西南部後在日落時分結束於亞丁保護國東部海岸以南約110公里的亚丁湾海面。
偽本影經過的陸地包括：
- 智利：湖大區北部和河大區南半部；
- 阿根廷：經過內烏肯省南端，自西向東橫跨內格羅河省，擦過布宜諾斯艾利斯省南端；
- 葡屬安哥拉：今安哥拉喀丙達省中北部；
- 法屬赤道非洲：第一次入境自西南向東北斜貫今刚果共和国中部偏南，第二次入境斜貫中非共和國東南部；
- 比屬剛果：自西南向東北斜貫今刚果民主共和国赤道省和東方省（英语：Orientale Province）西北部；
- 英埃蘇丹：今南蘇丹的西赤道州西北部、西加扎勒河州東南部、湖泊州西北部、瓦拉卜州南部、團結州南部、瓊萊州中部偏北、上尼羅州中部偏南，苏丹的青尼羅州南端；
- 埃塞俄比亚帝国：今奧羅米亞州西北部、本尚古勒-古馬茲州中部偏南、阿姆哈拉州中部偏南、阿法爾州中部偏北；
- 法屬索馬利蘭：今吉布提迪基爾州北部、塔朱拉州除南部外的大部、奧博克州除南部海岸外的絕大部分；
- 屬厄立特里亞：今厄立特里亚南紅海區南部；
- 葉門穆塔瓦基利亞王國：今也门塔伊茲省南部；
- 亞丁保護國：今也门拉赫季省中南部、阿比揚省中南部、舍卜沃省南部、哈德拉毛省南端；
- 英属印度：亞丁省（英语：Aden Province）（今屬也门）。[3][4]

除了上述環食帶內能看到日環食之外，月球半影覆蓋範圍內都能看到日偏食，包括南美洲中南部、非洲除西北部外的大部、西亚除東北角外的大部、欧洲東南角。

### 基本參數
- 類型：日環食
- 食甚中心處（位於圣赫勒拿岛東南約650公里的南大西洋）資料：
  - 時間：1933年2月24日12:46:15.2
  - 地點：20°49.2′S 2°3.3′W / 20.8200°S 2.0550°W
  - 食分：0.9841（環食帶內最大）
  - 日環食持續時間：1分31.5秒

## 相關的日食

### 1931-1935年的日食
月球交替位於相對的月球交點時，以半個交點年（食年），即約177天又4小時間隔出現下列日食。
註：1931年4月18日和1931年10月11日的日偏食屬於上一組交點年系列。1935年1月5日、1935年6月30日的日偏食和1935年12月25日的日環食屬於下一組交點年系列。
| 1931年至1935年的日食系列 | 1931年至1935年的日食系列 | 1931年至1935年的日食系列 | 1931年至1935年的日食系列 | 1931年至1935年的日食系列 | 1931年至1935年的日食系列 |
| ------------------------ | ------------------------ | ------------------------ | ------------------------ | ------------------------ | ------------------------ |
| 降交點                   | 降交點                   |                          | 升交點                   | 升交點                   |                          |
| 沙羅周期                 | 地圖                     | 沙羅周期                 | 地圖                     |                          |                          |
| 114                      | 1931年9月12日 偏食（北） | 119                      | 1932年3月7日 環食        |                          |                          |
| 124                      | 1932年8月31日 全食       | 129                      | 1933年2月24日 環食       |                          |                          |
| 134                      | 1933年8月21日 環食       | 139                      | 1934年2月14日 全食       |                          |                          |
| 144                      | 1934年8月10日 環食       | 149                      | 1935年2月3日 偏食（北）  |                          |                          |
| 154                      | 1935年7月30日 偏食（南） |                          |                          |                          |                          |

### 沙羅周期
沙羅週期長度為18年11天。本次日食屬於沙羅週期129，共包含80次日食，依次為1103年10月3日至1446年4月26日的20次日偏食、1464年5月6日至1969年3月18日的29次日環食、1987年3月29日至2023年4月20日的3次全環食（亦稱混合食）、2041年4月30日至2185年7月26日的9次日全食、2203年8月8日至2528年7月26日的19次日偏食，總共歷時1424.38年。其中最長的全食發生於2131年6月25日，共持續了3分43秒。
下表列舉了1901年至2100年間發生的屬於該周期的日食，是第46至56次：
| 46            | 47            | 48            |
| ------------- | ------------- | ------------- |
| 1915年2月14日 | 1933年2月24日 | 1951年3月7日  |
| 49            | 50            | 51            |
| 1969年3月18日 | 1987年3月29日 | 2005年4月8日  |
| 52            | 53            | 54            |
| 2023年4月20日 | 2041年4月30日 | 2059年5月11日 |
| 55            | 56            |               |
| 2077年5月22日 | 2095年6月2日  |               |

## 資料來源
1. ↑  樊忠玉. . 中国天文科普网.   [2016-03-31]. （原始内容存档于2014-09-17）.
2. 1 2  Fred Espenak. . NASA Eclipse Web Site.   [2016-03-31]. （原始内容存档于2020-10-23）.（英文）
3. ↑  Fred Espenak. . NASA Eclipse Web Site.   [2016-03-31]. （原始内容存档于2020-10-23）.（英文）
4. ↑  Xavier M. Jubier. .   [2016-03-31]. （原始内容存档于2019-06-11）.（法文）（英文）
5. ↑  Fred Espenak. . NASA Eclipse Web Site.   [2016-03-31]. （原始内容存档于2017-12-28）.（英文）
6. ↑  Fred Espenak. . NASA Eclipse Web Site.（英文）

## 外部連結
- NASA日食專頁（页面存档备份，存于）（英文）
- 可見區域圖和時間統計：由弗雷德·埃斯佩纳克做出的日食預報，NASA/GSFC
  - Google互動地圖呈現的日食範圍
  - 貝塞爾元素
- Google地圖顯示的日環食和日偏食範圍（页面存档备份，存于）（法文）（英文）

| \| \| 日食 \|                             |                              |                                           |
| 上一次日食： 1932年8月31日日食 （日全食） | 1933年2月24日日食 （日環食） | 下一次日食： 1933年8月21日日食 （日環食） |
| 上一次日環食： 1932年3月7日日食           | 1933年2月24日日食 （日環食） | 下一次日環食： 1933年8月21日日食          |
|                                           | 日食                         |                                           |